# A State of Trance 2006
A State of Trance 2006 – trzecia kompilacja z serii A State of Trance, holenderskiego DJ-a, Armina van Buurena. Na wydawnictwo składają się dwie płyty CD, wydane przez Armada Music. 

## Lista utworów

### CD 1 – On the Beach
1. Mike Foyle – "Shipwrecked" (John O'Callaghan vs. Mike Foyle Club Mix)
2. Sunlounger – "White Sand" (DJ Shah's Original Mix)
3. Leon Bolier & Elsa Hill – "No Need To Come Back" (Vocal Mix)
4. Matthew Dekay – "Timeless" (Digifruitella dub)
5. Karen Overton – "Your Loving Arms" (Club Mix)
6. DJ Shah – "Beautiful (Glimpse Of Heaven) (Long Island Dub)
7. Niyaz – "Dilruba" (Junkie XL Remix)”
8. Basic Perspective – "Small Step On the Other Side" (Elevation Remix)
9. Zirenz – "Edge Of Space" (Whiteroom Remix)
10. Jody Wisternoff -" Cold Drink, Hot Girl" (The Original Mix)
11. Incolumis – "One With Sanctuary"
12. Jose Amnesia vs. Shawn Mitiska – "My All" (Flash Brothers Remix)
13. Envio – "For You" (Outro Edit)

### CD 2 – In The Club
1. Arksun – "Arisen"
2. Fable – "Above"
3. John O’Callaghan & Bryan Kearney – "Exactly"
4. Kyau vs. Albert – "Walk Down" (KvA Club Mix)
5. Kuffdam & Plant – "Dream Makers" (Original Mix)
6. M.I.K.E. – "Voices From The Inside" (M.I.K.E.'s Progressiva Mix)
7. DJ Governor – "Red Woods"
8. Kyau vs. Albert – "Kiksu" (Original Mix)
9. Hiroyuki Oda – "Transmigration"
10. Under Sun vs. Signum – "Captured" (Sebastian Brandt Remix)
11. Mannix vs. Kaymak – "World Gone Mad"
12. Stoneface & Terminal – "Venus"
13. Armin van Buuren – "Control Freak" (Sander van Doorn Remix)
14. Thomas Bronzwaer – "Shadow World" (Original Mix)
15. Giuseppe Ottaviani & Marc van Linden – "Until Monday"
16. Armin van Buuren – "Sail"